# Gerlint Böttcher
Gerlint Böttcher (* in Frankfurt (Oder)) ist eine deutsche Pianistin.

## Leben
Gerlint Böttcher begann im Alter von 5 Jahren mit dem Klavierunterricht. Ihre Ausbildung erfuhr sie u. a. an der Hochschule für Musik „Hanns Eisler“ in Berlin bei Renate Schorler. Ihr Studium schloss sie mit einem ausgezeichneten Konzertexamen ab. Anregungen für ihre musikalische Weiterentwicklung holte sich die Pianistin u. a. bei Georg Sava, Rudolf Kehrer, Bernard Ringeissen, György Sebők und Michael Wosskresensky.
Gerlint Böttcher ist Dozentin an der Hochschule für Musik „Hanns Eisler“ Berlin.

## Auftritte
Gerlint Böttcher gab international bereits Konzerte in ganz Europa, im Nahen Osten und in den USA. Sie ist u. a. zusammen mit dem Konzerthausorchester Berlin (bzw. Berliner Sinfonie-Orchester), den Berliner Symphonikern, dem Philharmonischen Staatsorchester Halle, dem Philharmonischen Orchester Südwestfalen, dem Brandenburgischen Staatsorchester Frankfurt (Oder) und der Jenaer Philharmonie aufgetreten.

## Auszeichnungen
Gerlint Böttcher gewann u. a. den ersten Preis beim Internationalen Kammermusikwettbewerb „Isola di Capri“, den zweiten Preis beim Internationalen Musikwettbewerb in Tortona, ein Diplom beim Internationalen Klavierwettbewerb „Maria Canals“ in Barcelona sowie ein Diplom beim Internationalen Klavierwettbewerb in Cava de Tirreni.
Gefördert wurde sie durch die Gotthard-Schierse-Stiftung Berlin.

## Aufnahmen für Rundfunk und Fernsehen
Mehrere Live-Aufnahmen der Pianistin wurden im In- und Ausland im Rundfunk und Fernsehen übertragen. Hier ist insbesondere die Fernsehdokumentation „Musik ohne Glamour“ zu erwähnen.

## Diskografie
Gerlint Böttcher hat mehrere CDs veröffentlicht. Ihr Debüt-Album enthält Werke von Maurice Ravel, Felix Mendelssohn Bartholdy, Franz Liszt und Prokofjew. 2010 erschien eine weitere CD mit Werken von Jan Václav Voříšek und Franz Schubert. 2021 erschien eine CD mit Werken von Ludwig van Beethoven und Felix Mendelssohn Bartholdy (beide in historischen Fassungen) sowie von dem nahezu unbekannten Komponisten Günther Franz Kasseckert; nur diese ist in der Deutschen Nationalbibliothek dokumentiert. Auf ihrer Website sind drei weitere CD mit Rundfunk-Mitschnitten angegeben.